# La Bande des quatre
La Bande des quatre és una pel·lícula dramàtica francesa de 1989 dirigida per Jacques Rivette. Va ser inscrit al 39è Festival Internacional de Cinema de Berlín, on va guanyar una menció honorífica.

## Argument
Anna, Cécile, Joyce i Claude són alumnes de la mateixa classe de teatre: la classe de Constance Dumas, que només té noies com a alumnes. Les quatre viuen en una casa als suburbis de París, on formen una petita comunitat. Un dia, la Cécile no sols abandona la classe, sinó també la casa on és substituïda per una altra alumna: Lucia. Per a Cécile, aparentment feliç d'anar a viure amb un home, la situació es deteriorarà. Paral·lelament, les residents del pavelló són abordades una rere l'altra per un home misteriós i juganer, que canvia de nom cada vegada que apareix. Les quatre amigues entenen que aquest home està investigant la Cécile, o la seva companya. Però sense poder endevinar les seves intencions ni el seu objectiu. Durant aquest temps, el curs continua: les alumnes, al llarg de les sessions, s'enfronten a dificultats d'aprenentatge. El seu professor és alhora una figura de referència i un personatge una mica misteriós. L'home aconseguirà entrar a la casa.

## Repartiment
- Bulle Ogier : Constance Dumas
- Benoît Régent : Thomas Santini
- Laurence Côte : Claude
- Fejria Deliba : Anna
- Bernadette Giraud : Joyce
- Inês d'Almeida : Lucia
- Nathalie Richard : Cécile
- Irina Dalle : Esther
- Irène Jacob : Marina
- Michel Vuillermoz : el primer agressor
- Albert Dupontel : el segon agressor
- Caroline Gasser : Raphaële

## Premis
Aquesta pel·lícula va rebre el Premi Michel Simon a la millor actriu per Nathalie Richard el 1989. També va guanyar el Premi FIPRESCI al 39è Festival Internacional de Cinema de Berlín.